# Rue des Poules (Strasbourg)
Pour les articles homonymes, voir Rue des Poules.
La rue des Poules (en alsacien : Hennegass) est une voie de Strasbourg située dans le quartier de la Krutenau. Orientée ouest-est, elle va du no 19 de la rue de la Krutenau à la rue Paul-Janet, d'où elle se prolonge par la rue des Planches. À mi-parcours, elle est rejointe au sud par la rue Adolphe-Wurtz.

## Histoire et origine du nom
Au Moyen Âge la voie partage son nom avec d'autres rues, telles que l'actuelle rue Paul-Janet et celle des Balayeurs : Vihegesselin in der Krutenau (1395), Vihegasse (1397, 1476), c'est-à-dire la « rue des Bestiaux ».
La rue doit son nom actuel à l'auberge « à la Poule Noire » (zur schwartzen Hennen), qui se trouvait à l'ancien no 2 depuis les années 1620. Comme les maisons voisines, elle est absorbée en 1850 lors de l'agrandissement de la Manufacture des tabacs.

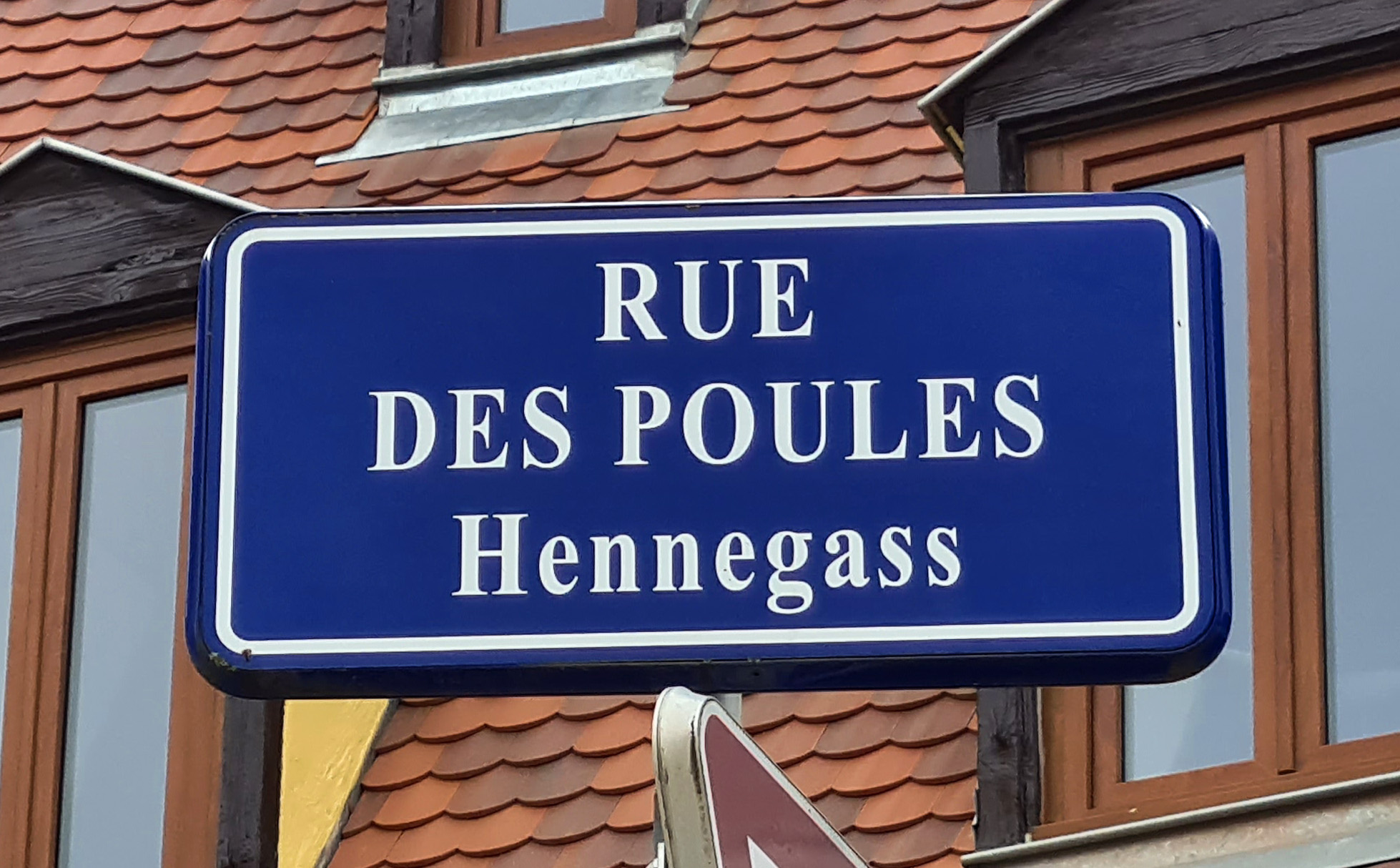
Plaque bilingue, en français et en alsacien.

En 1766 elle se nomme « rue de la Poule blanche » et, au moment de la Révolution, « rue des Poules » en 1792, puis « rue de Malignon » en 1794. 
Se succèdent ensuite « rue de la Poule » ou Hennen-Gasse en 1817, « rue des Poules ou Pontes » en 1837, Hennengasse en 1872 et 1940. Elle redevient la « rue des Poules » en 1918 et le reste depuis 1945.
À partir de 1995, des plaques de rues bilingues, à la fois en français et en alsacien, sont mises en place par la municipalité lorsque les noms de rue traditionnels étaient encore en usage dans le parler strasbourgeois. Le nom de la rue est ainsi sous-titré Hennegass.

## Bâtiments remarquables
Il n'y a plus de numéros impairs, car le côté nord de la rue est entièrement occupé par l'ancienne manufacture des tabacs. D'importants travaux de transformation du site sont lancés en 2019.
no 2 (ancien)C'est là que se trouvait l'auberge à laquelle la rue doit son nom, mais les enseignes se sont succédé : « à la Poule noire » (zur schwartzen Hennen, 1625-1712), « à la Poule blanche » (zur weissen Hennen, 1712-1718), « à l'Autruche » (zum Strauss, 1718-1742) et enfin « au Cor de Chasse doré » (zum goldenen Waldhorn, 1742).
Les propriétaires doivent quitter les lieux en 1847 et la maison est démolie en 1850 pour céder la place à la manufacture des tabacs.
no 3 (ancien)En 1847 les Séminaires du diocèse achètent cette maison, avec d'autres, pour servir de monnaie d'échange avec l'État qui veut y transférer la manufacture. Cette maison et ses annexes avaient été construites vers 1816 sur un terrain, ancien verger, dont l'histoire est assez caractéristique de celles des jardins qui bordaient la rue jusqu'au XVIIIe siècle.

Actuel numéro 2.
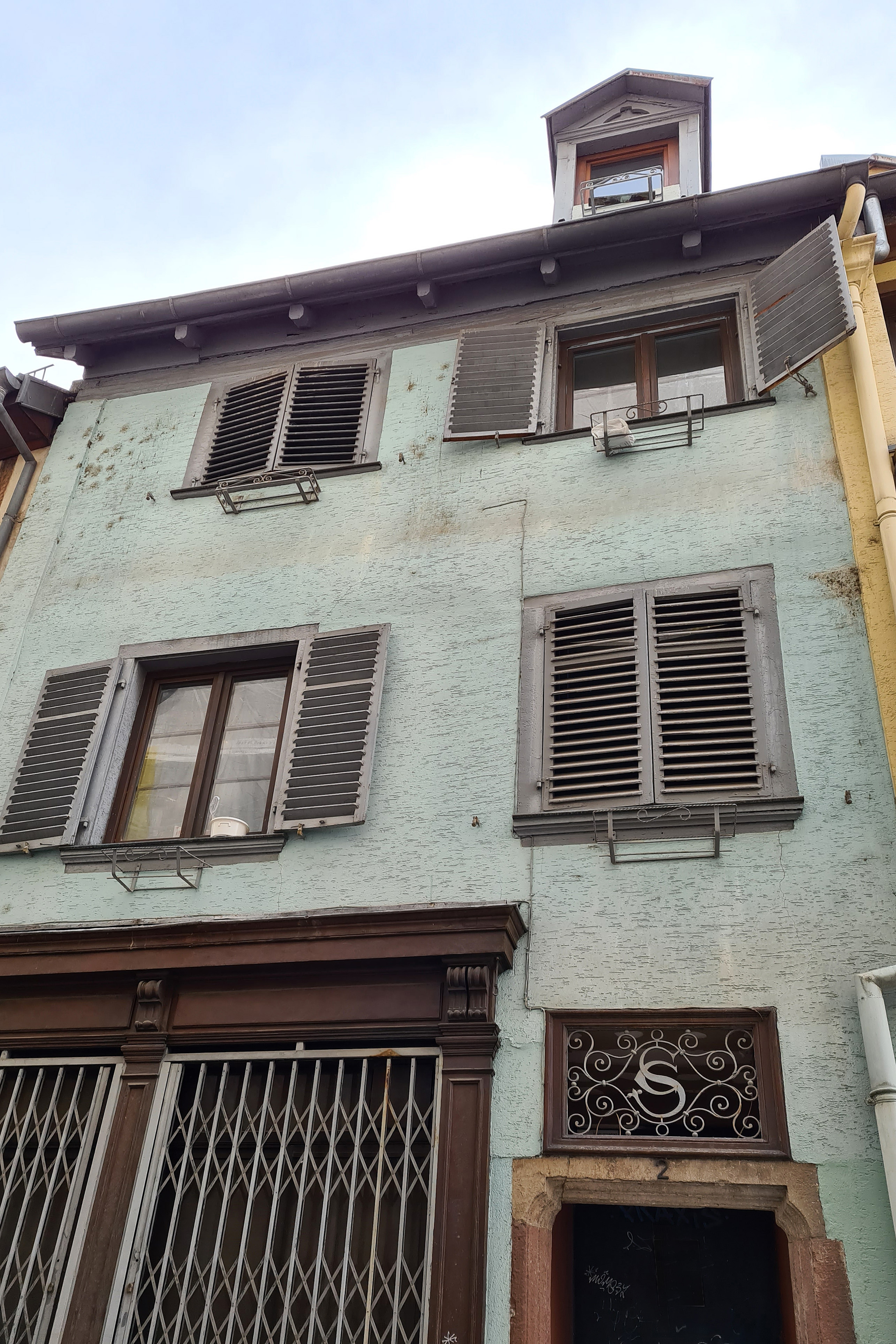
Façade.
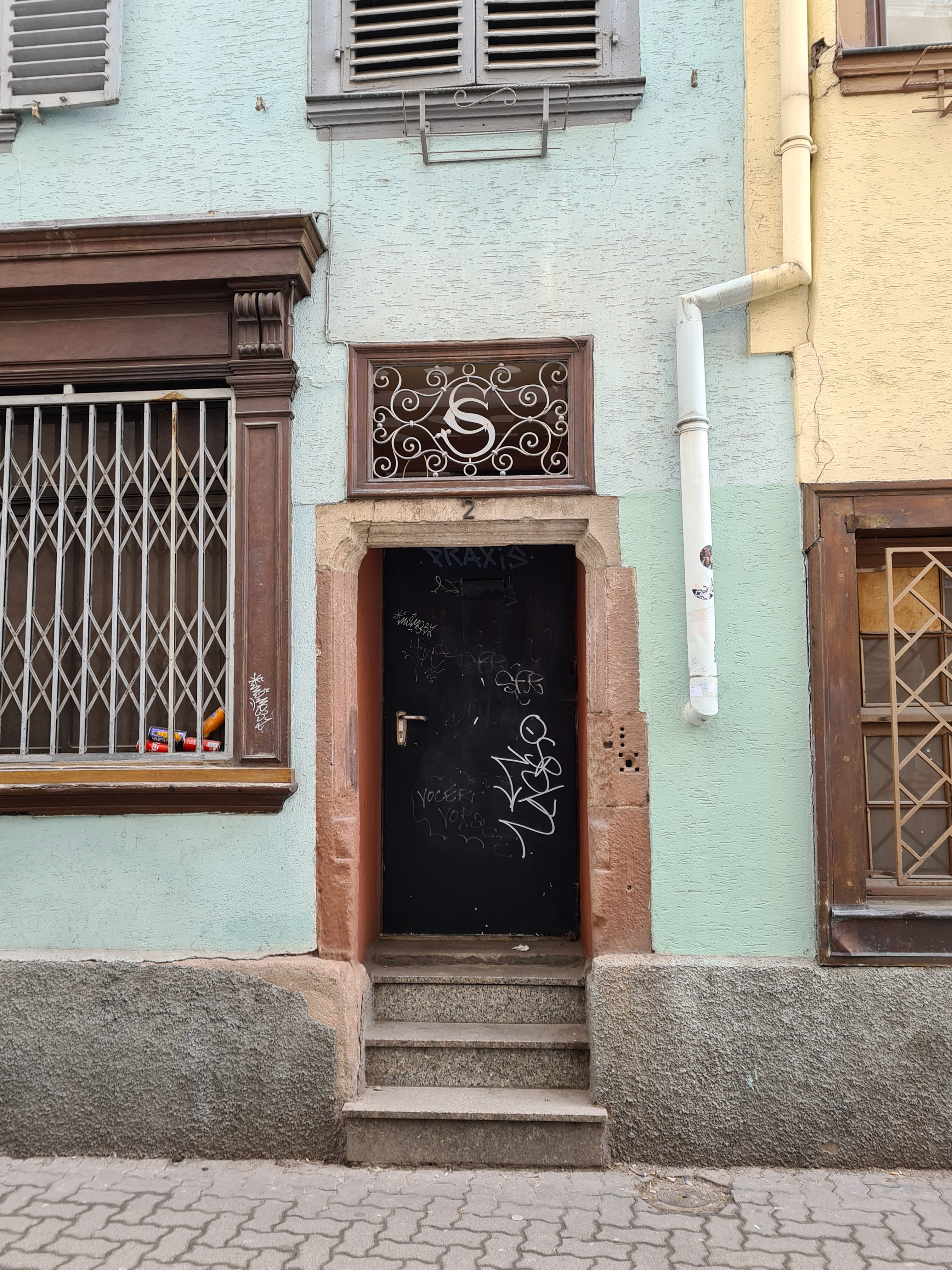
Porte.

no 8La façade sur rue et la toiture correspondante de cette maison de la Renaissance font l'objet d'une inscription au titre des monuments historiques depuis 1978.
L'encadrement très mouluré du portail, rejeté à la droite de la façade, est doté d'un linteau en arc segmentaire à ressauts, supporté par deux consoles. Au-dessus du linteau est gravée la date, 1628, entourée de reliefs sculptés, de feuillages et de fleurs.

Façade du numéro 8.
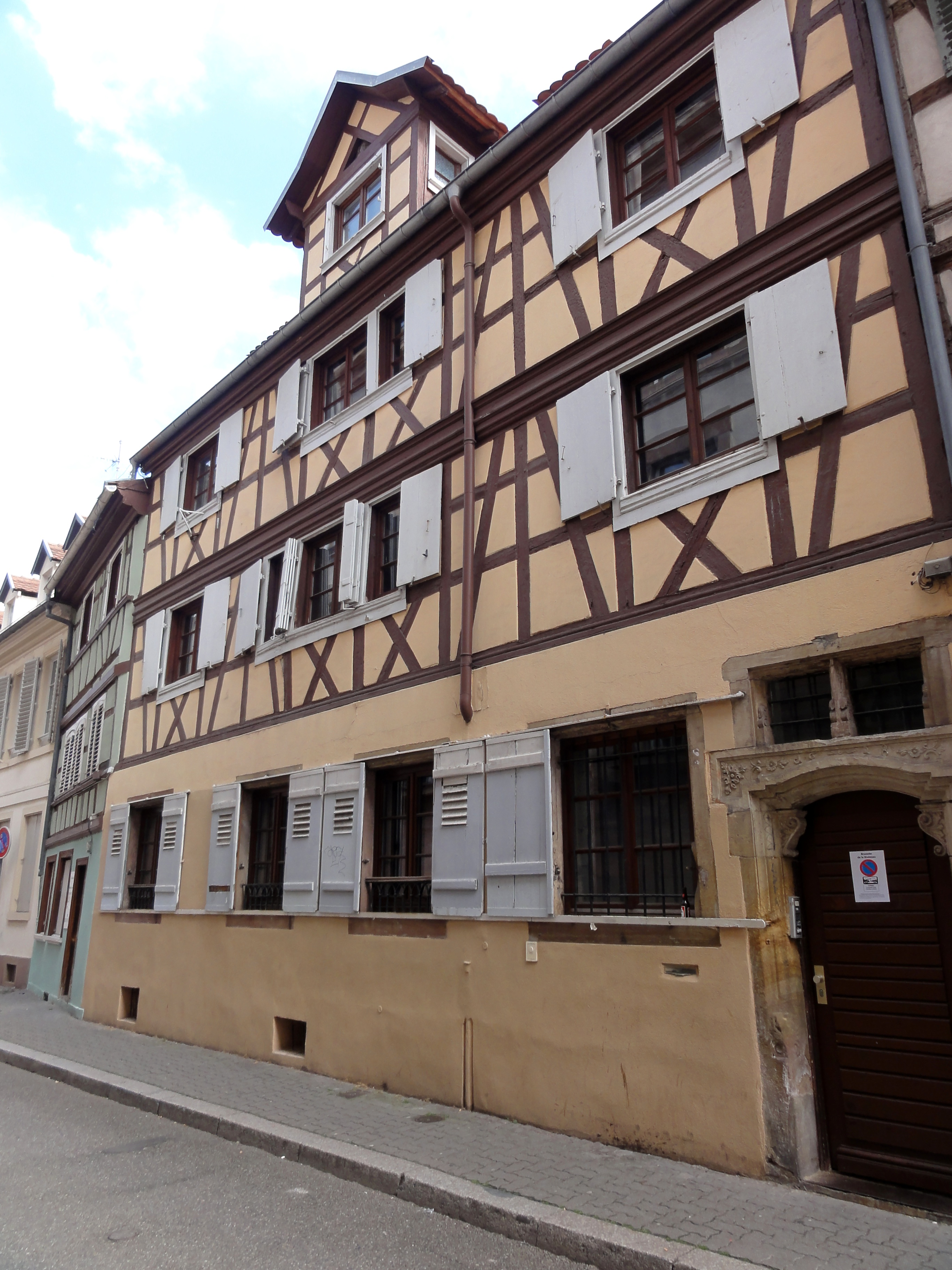
Étages à pans de bois.
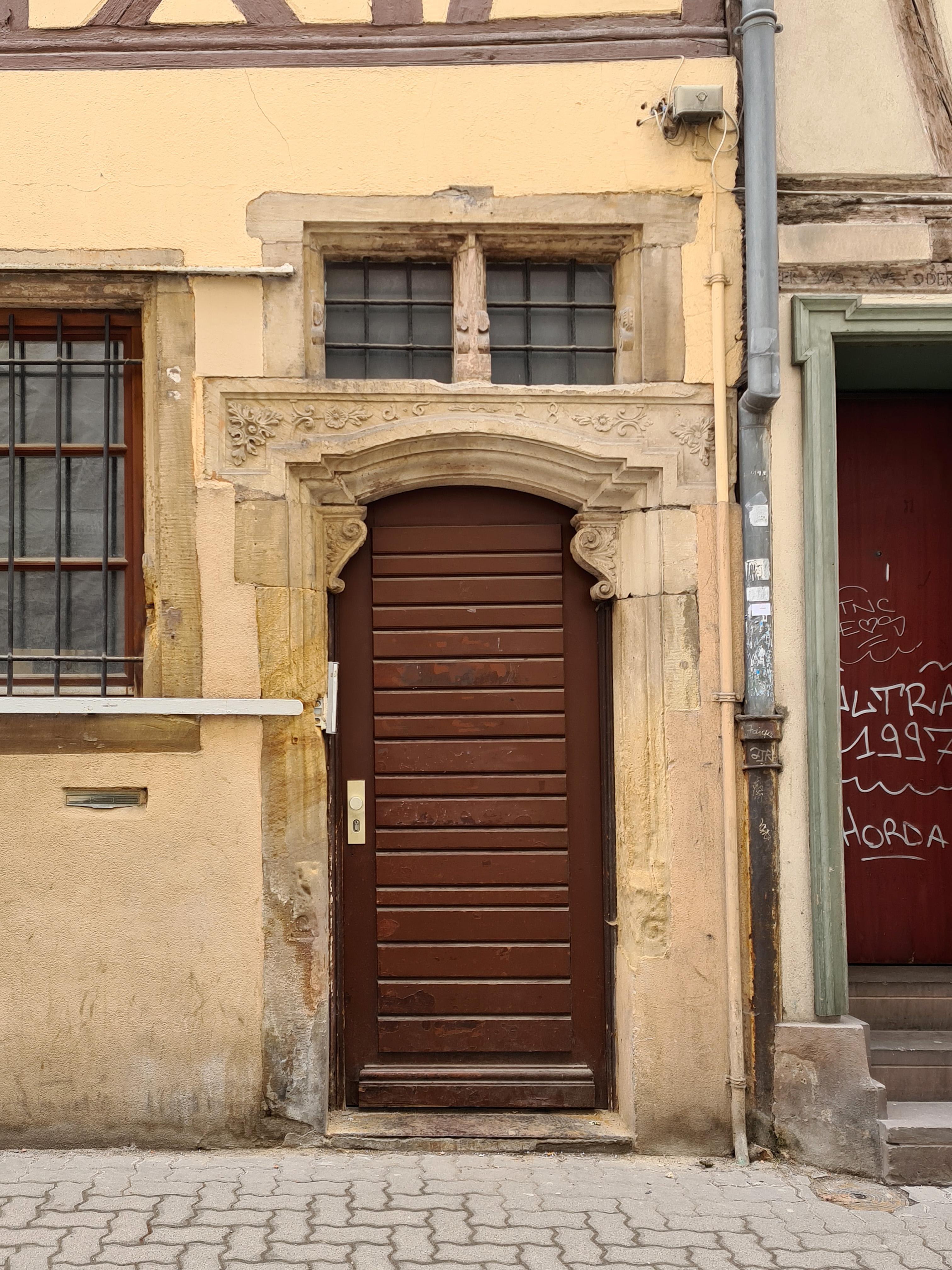
Encadrement mouluré.
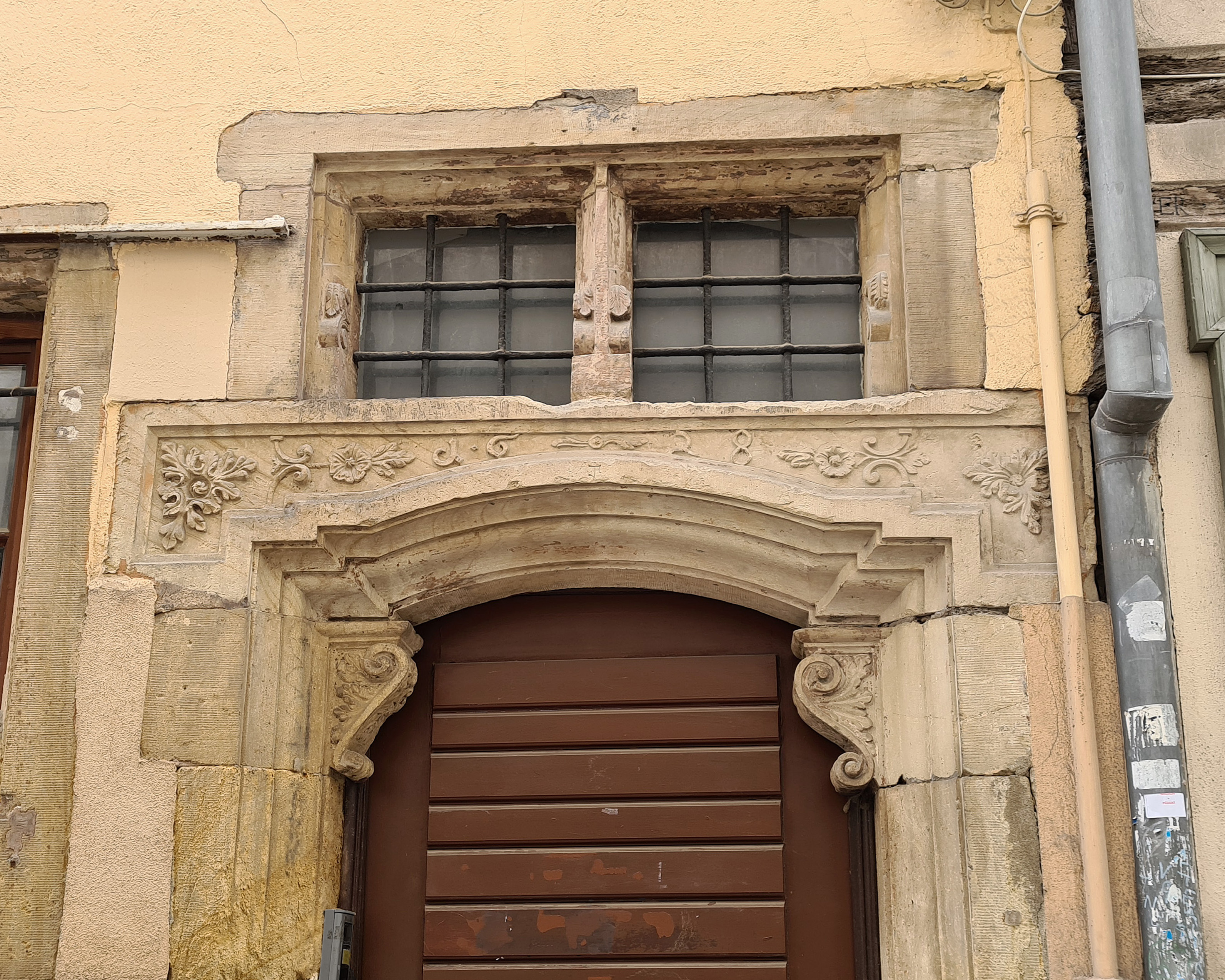
Date 1628 gravée au-dessus du linteau.

no 12Au XVIIe siècle la maison est occupée par un pasteur, puis par des jardiniers et un berger. Le bâtiment actuel est construit en 1825, avec une façade dotée de neuf fenêtres au premier étage. En 1897 des logements pour les ouvriers de la  manufacture y sont aménagés. La Ville acquiert l'immeuble en 1981 et une réhabilitation est entreprise.
no 14Maison de rapport au XVIIe siècle, elle est transformée en auberge en 1703.
La façade actuelle et l’emplacement de la porte cochère datent de 1852. En 1864 une porte remplace une fenêtre à gauche de ce portail. Une devanture en bois est ajoutée en 1904.

De la rue de la Krutenau à la rue Adolphe-Wurtz.
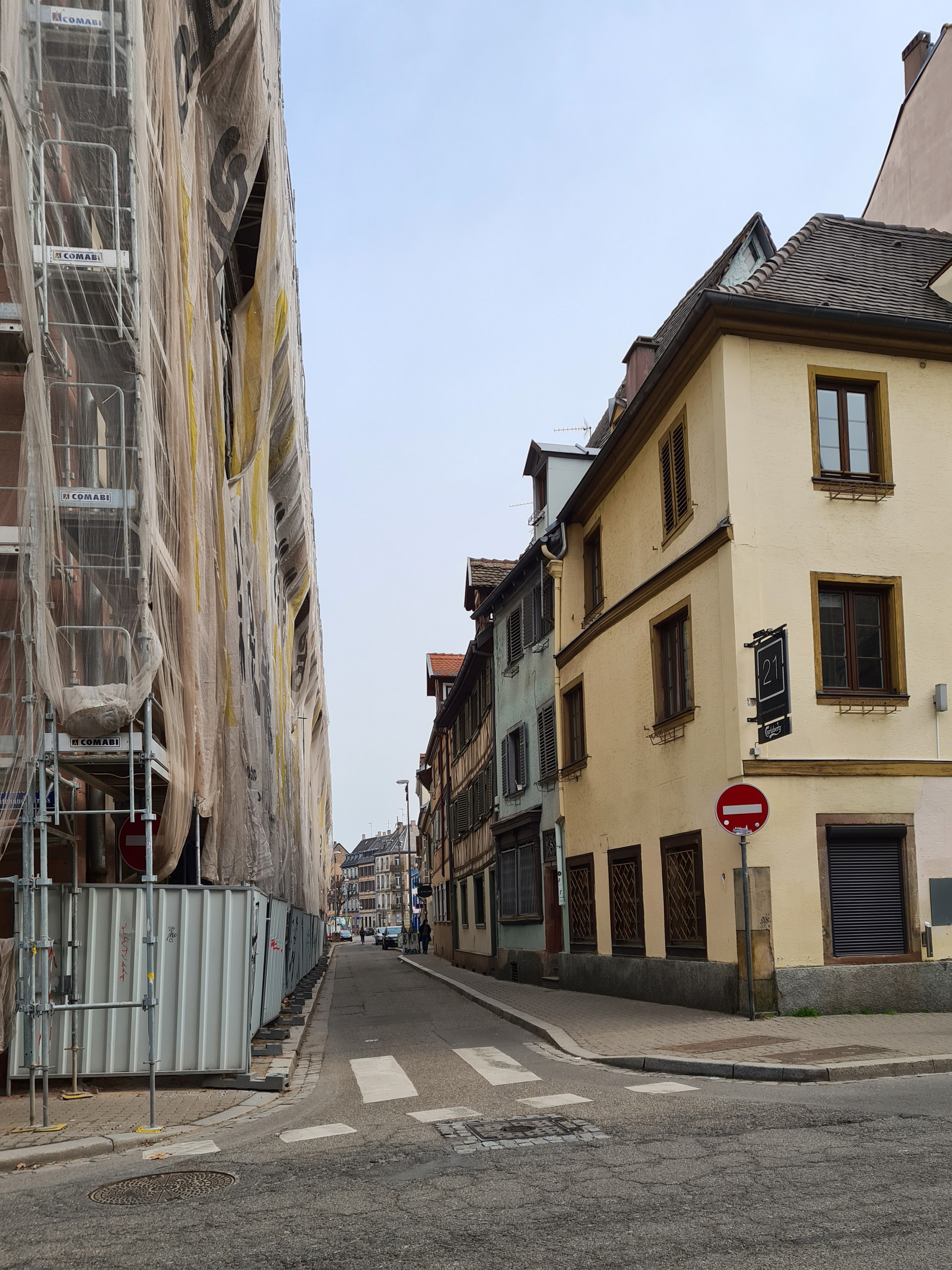
Angle avec la rue de la Krutenau[12].
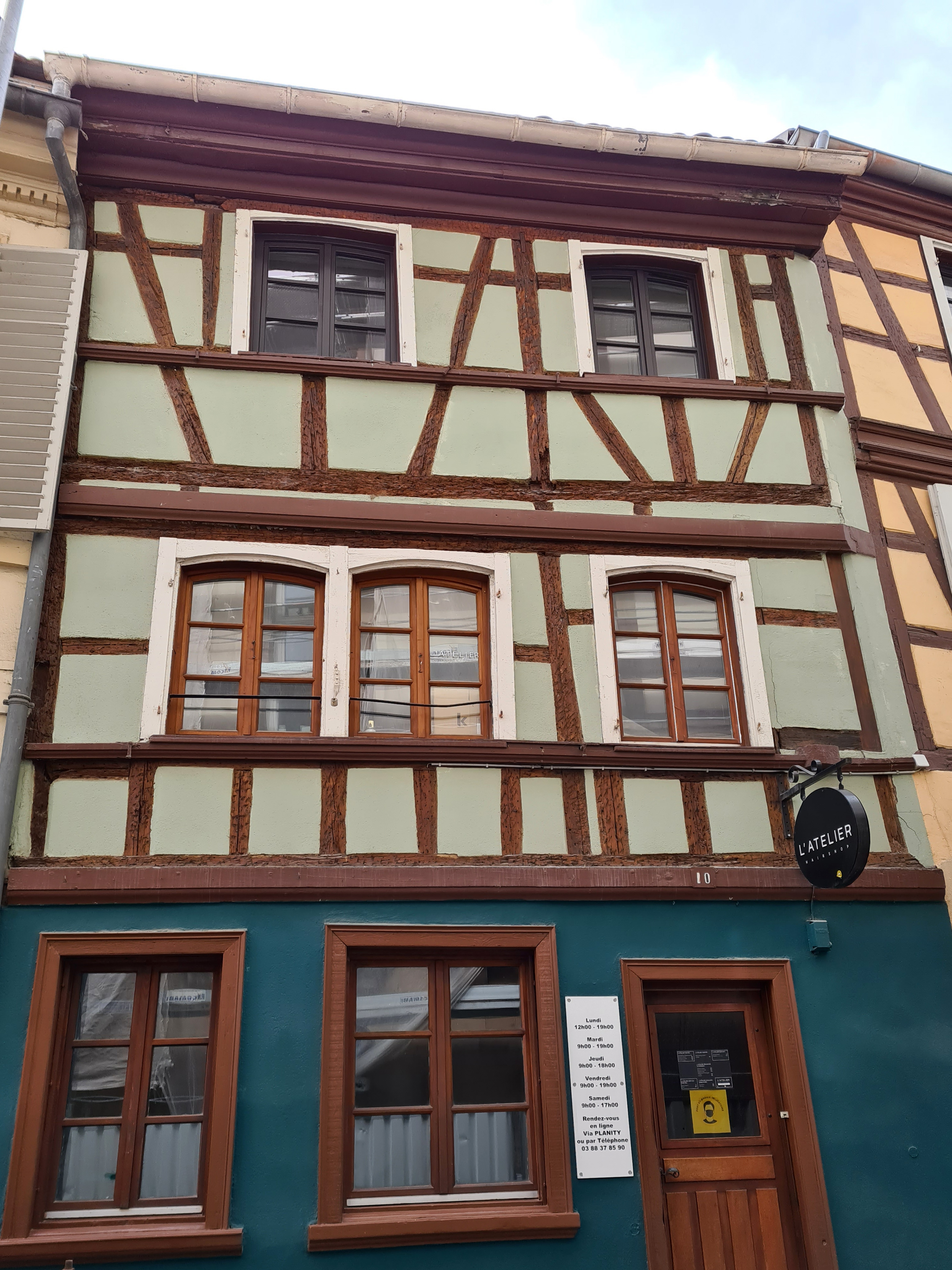
no 10.
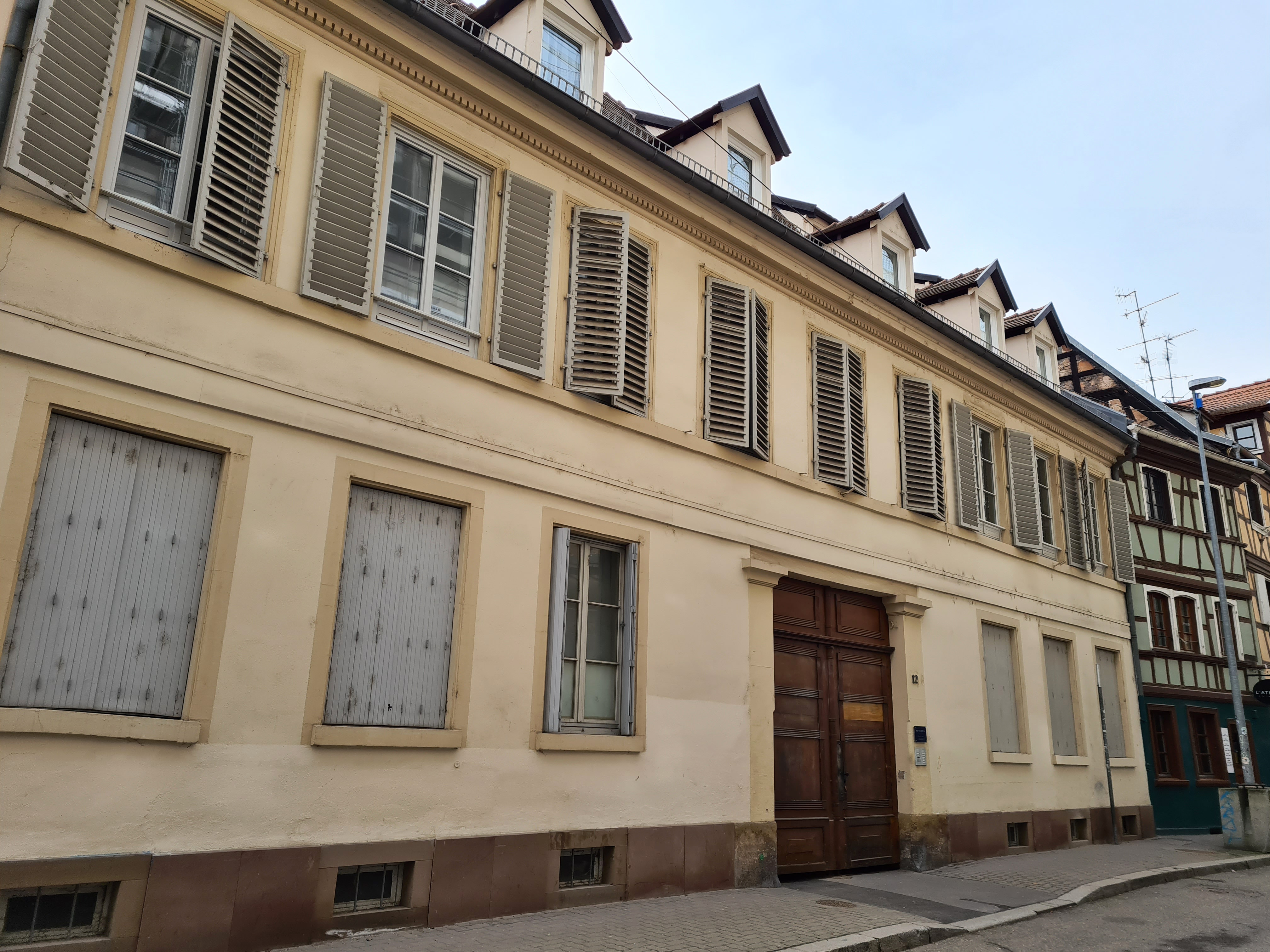
no 12.
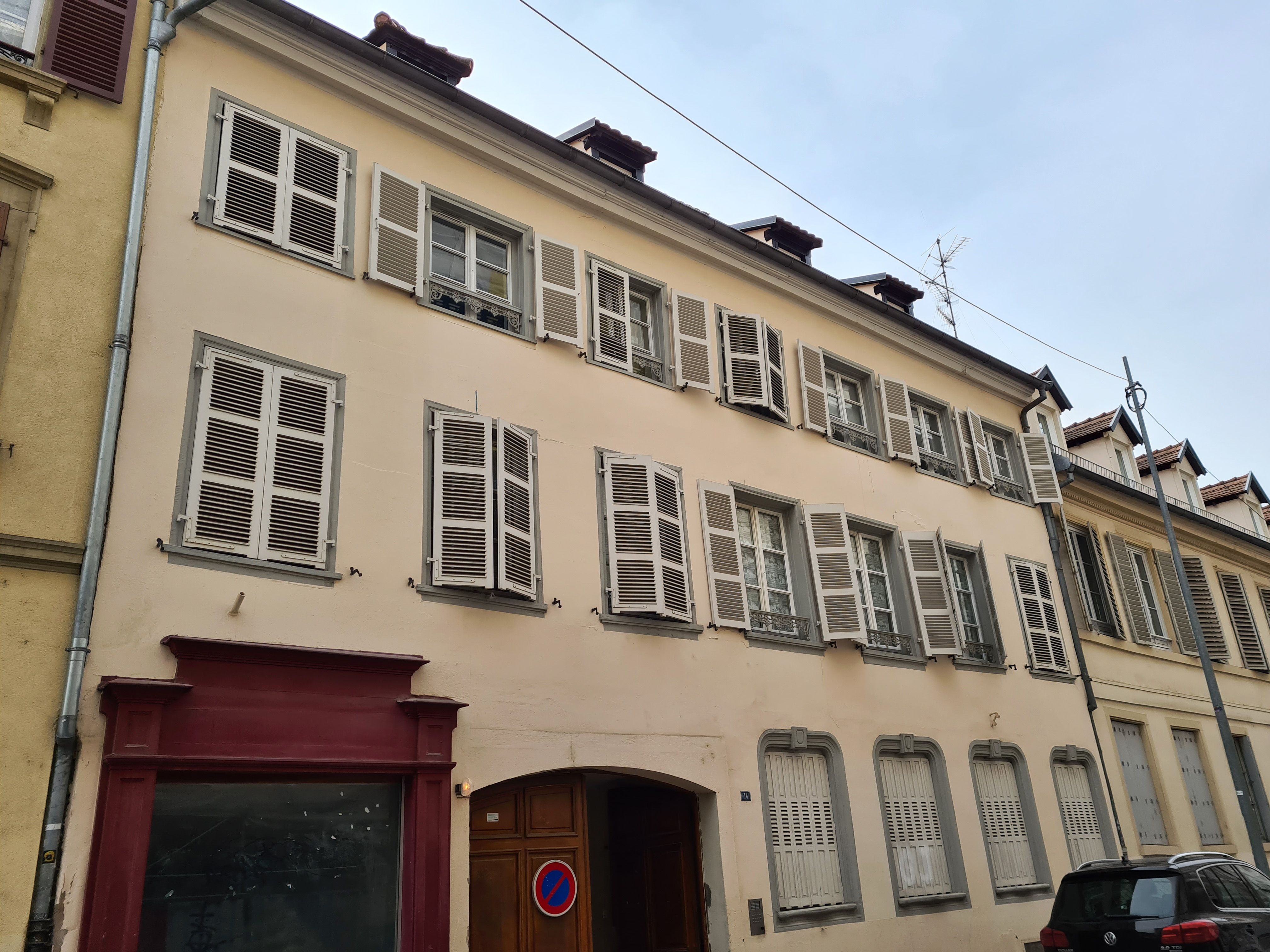
no 14.
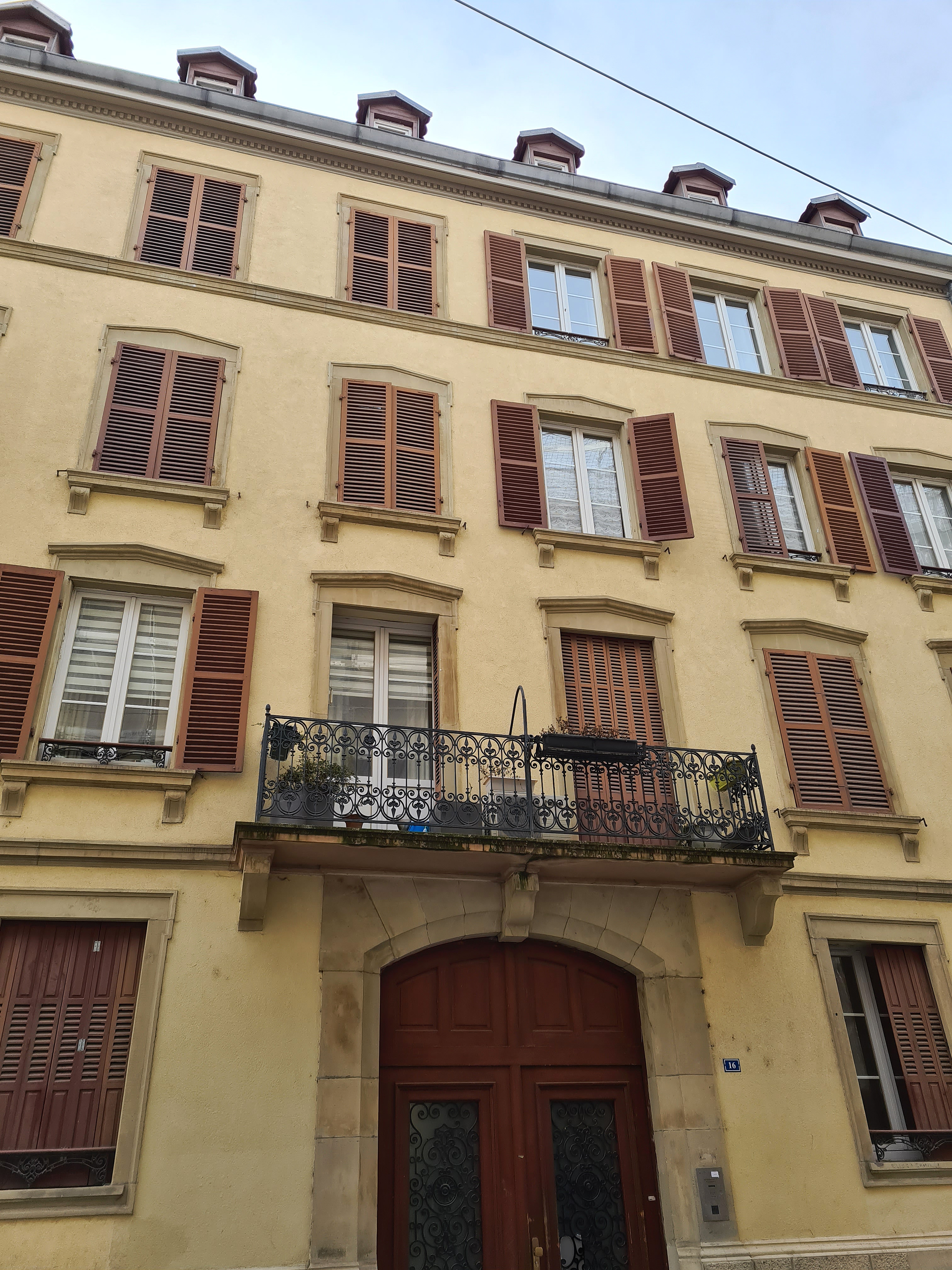
no 16.

De la rue Adolphe-Wurtz à la rue Paul-Janet.
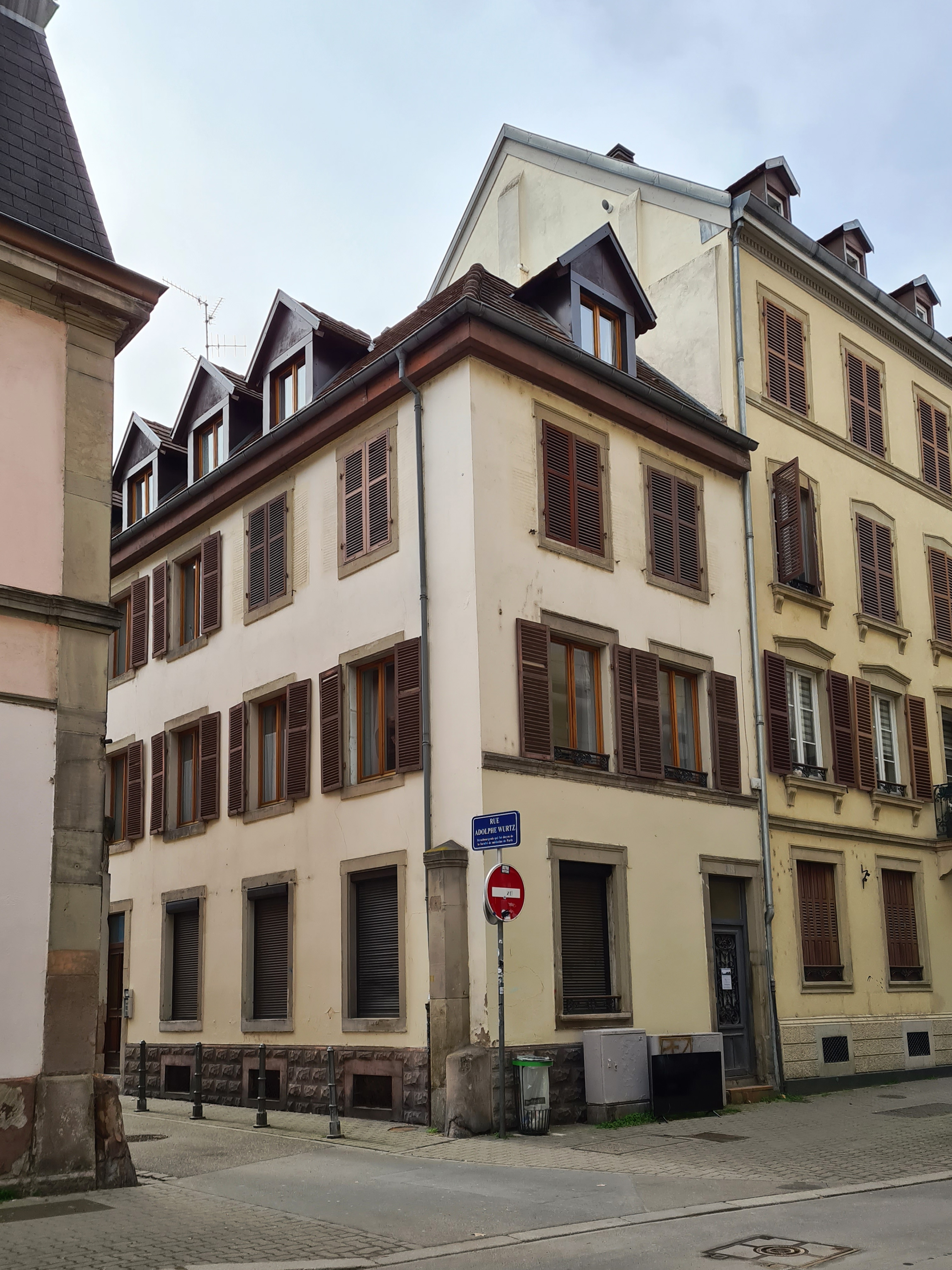
Angle avec la rue Adolphe-Wurtz.
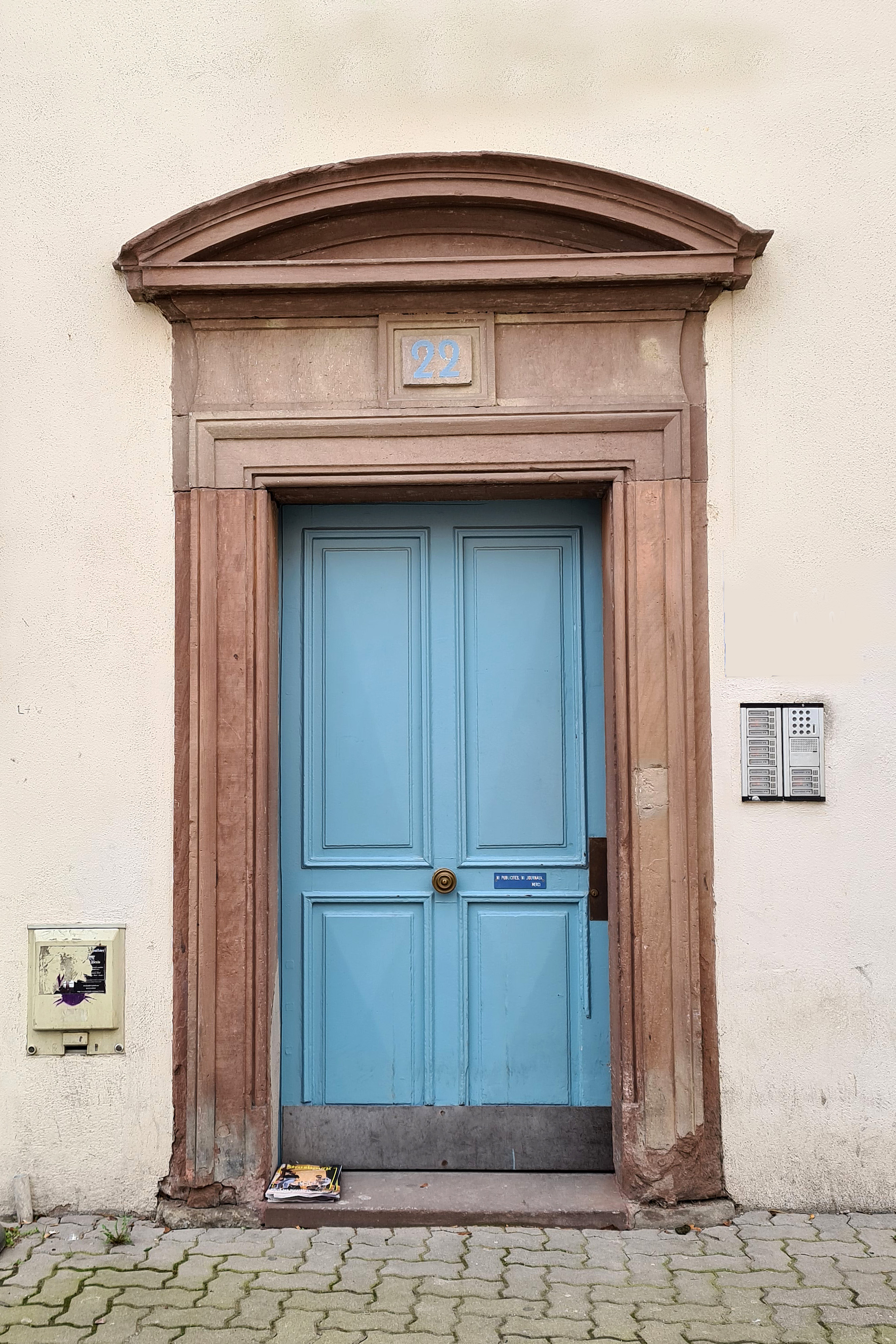
no 22.
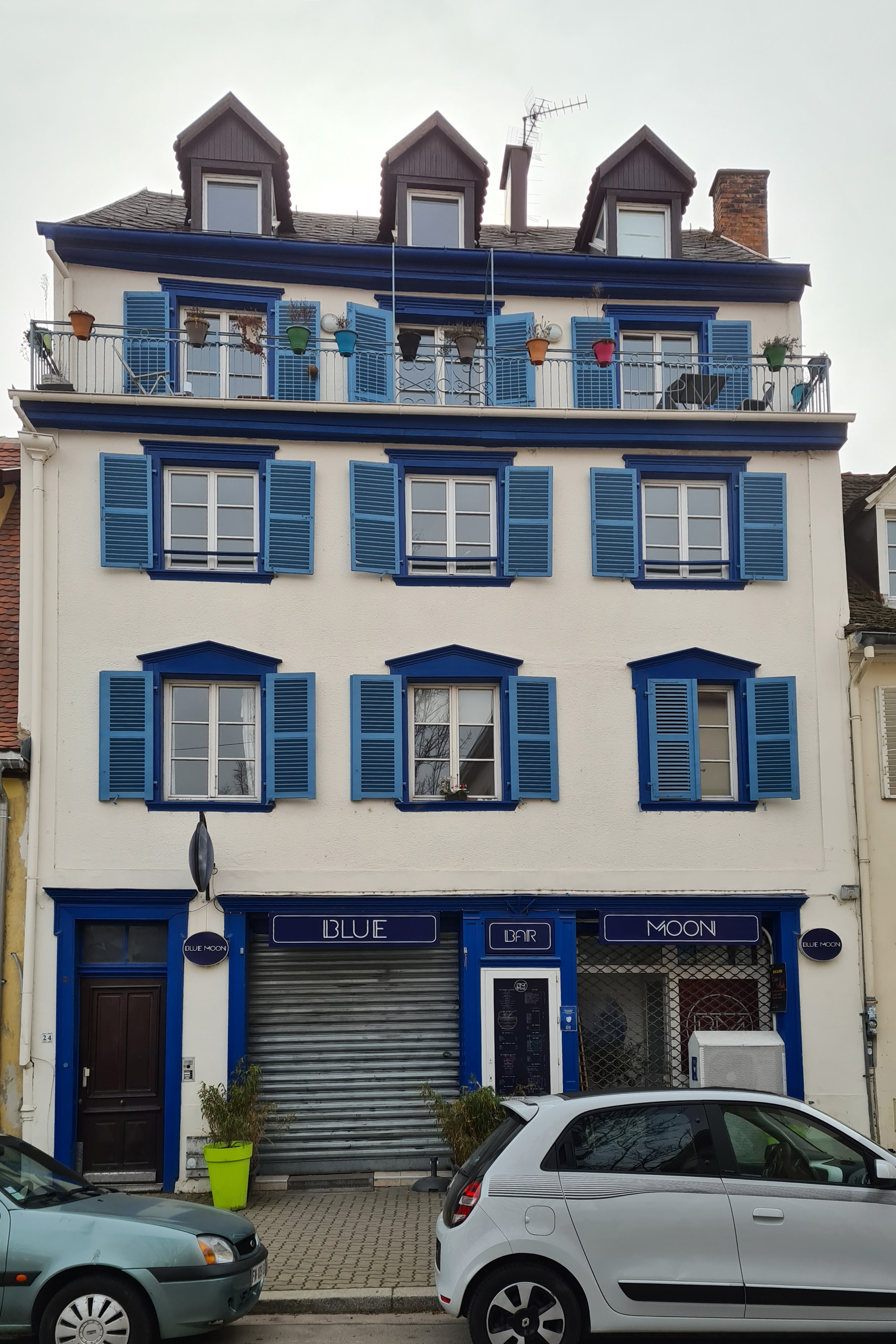
no 24.
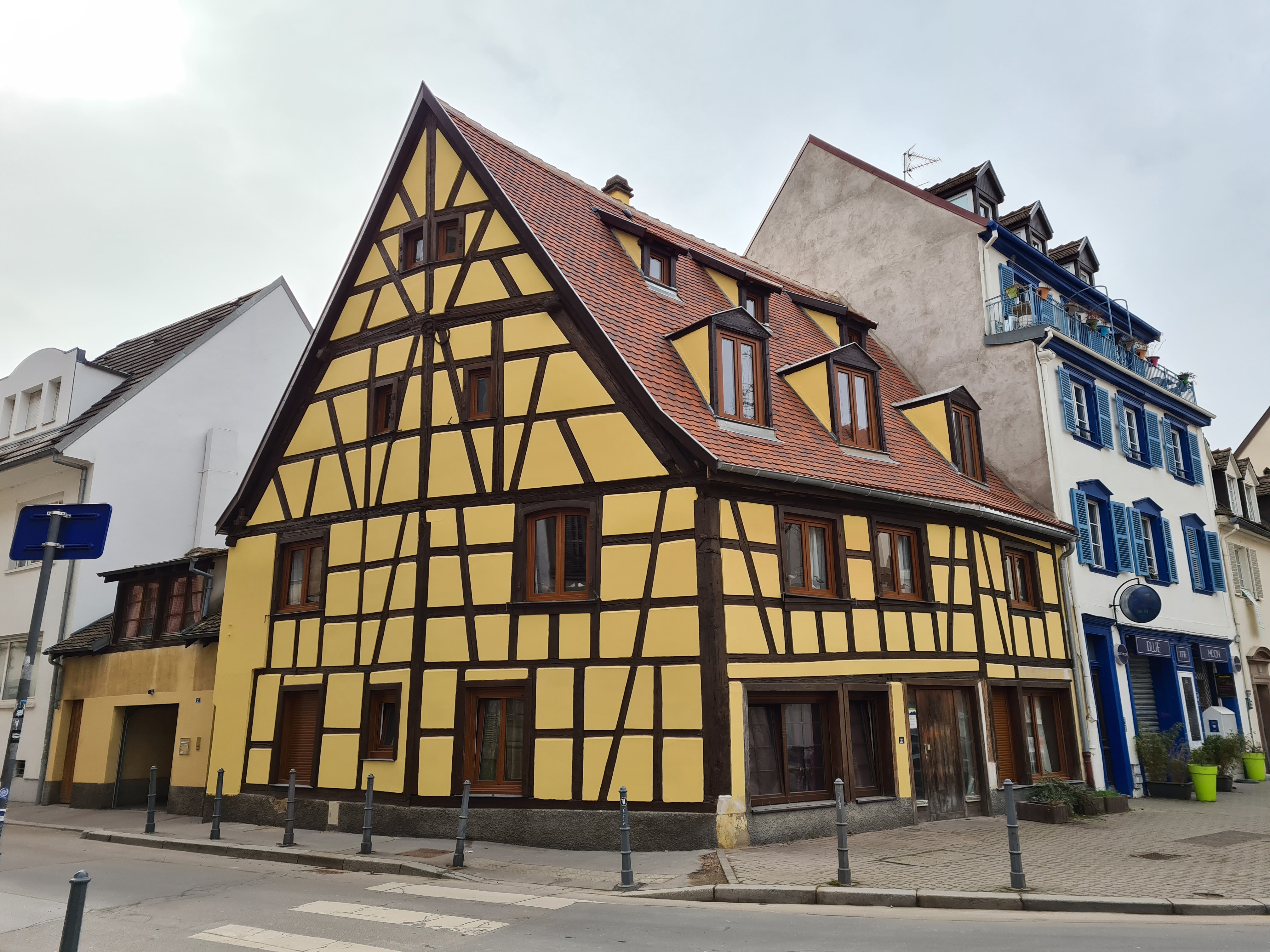
Angle avec la rue Paul-Janet.